# A halhatatlanság halála (regény)
A halhatatlanság halála (eredeti angol címe: The End of Eternity) Isaac Asimov 1955-ben megjelent tudományos-fantasztikus regénye. Magyarul a Kozmosz Fantasztikus Könyvek sorozatban jelent meg a sorozat nyitóköteteként 1969-ben, Apostol András fordításában.

## Történet
|  | Alább a cselekmény részletei következnek! |

A történet főszereplője a Halhatatlanság nevű szervezetnél dolgozó Andrew Harlan. E szervezet egyes pontokon beavatkozik az emberiség történelmébe, hogy valamilyen általuk nemkívánatosnak tartott fejleményt elkerüljön. A Halhatatlanság a 24. században feltalált időmezőn alapul, amely keresztülnyúlik az idő folyásán. Az időmező fenntartásához szükséges hatalmas mennyiségű energiát a „felső időből” nyerik, akkorról, amikor a Nap már szupernóvává változott.
Az időutazás kabinokban történik a Halhatatlanság Szektorai között, amelyek mindegyike egy-egy évszázadért felelős. A 70 000. és 150 000. közti Századokat Rejtett Századoknak nevezik, mert akkor az időutazók nem tudnak kilépni a valós időbe, a 150 000. Század után pedig nem tartózkodnak Halhatatlanok a Szektorokban.
A Valóságváltoztatások, ahogy a Halhatatlanságban hívják a beavatkozásokat, a lehető legapróbbak, hogy valóban csak a kívánt hatást érjék el velük, és gondos megfigyelés, elemzés és számítás előzi meg őket. A tényleges beavatkozást a Technikusok – mint Andrew Harlan – hajtják végre, a Halhatatlanságból kilépve a valós időbe.
A Halhatatlanság többi dolgozója, a Megfigyelők, Sorstervezők és Kalkulátorok, emiatt aztán kollektív bűntudatukat enyhítendő egyfajta bűnbakként tekintenek a Technikusokra, amiért a Valóságváltoztatásokkal – habár azok előkészítésében mindannyian részt vesznek – gyakran az emberiség értékes eredményeit is elpusztítják.
Andrew Harlan a 95. századból származik, és a fő érdeklődési területe az időmező feltalálása előtti történelem. Ez teszi őt alkalmassá arra, hogy egy fiatal időutazót kiképezzen arra, hogy 24. századba visszautazva át tudja adni a szükséges matematikai ismereteket az időmező feltalálójának.
A Rejtett Századok emberei azonban nem tűrik, hogy a Halhatatlanok az emberiség űrutazásának minden próbálkozásakor beavatkozzanak, és változtatásaikkal lehetetlenné tegyék a csillagok meghódítását, a lakható bolygók benépesítését.
|  | Itt a vége a cselekmény részletezésének! |

## Szereplők
- Andrew Harlan, Technikus
- Laban Twissell, Főkalkulátor, az Időtanács teljhatalmú vezetője
- Noÿs Lambent, fiatal lány a 482. Századból
- Hobbe Finge, Kalkulátor
- Vikkor Mallansohn, az Időmező felfedezője a 24. Században
- Brinsley Sheridan Cooper, növendék
- August Sennor, Kalkulátor, az Időtanács tagja
- Kantor Voy, Szociológus

## Megjelenések

### Angolul
- The End of Eternity, Doubleday, 1955[1]

### Magyarul
- A halhatatlanság halála. Tudományos-fantasztikus regény; ford. Apostol András, utószó Károlyházy Frigyes, életrajz Kuczka Péter; Kozmosz, Bp., 1969 (Kozmosz Fantasztikus Könyvek)
- A halhatatlanság halála, Móra Ferenc Ifjúsági Könyvkiadó, Budapest, 1988, ford. Apostol András[2] ISBN 9631146324
- Asimov Teljes Science Fiction Univerzuma, Encyclopedia Galactica Alternativa #6, Szukits Könyvkiadó, Szeged, 2005, ford. Apostol András[3]
- A halhatatlanság halála, Galaktika Fantasztikus Könyvek, Metropolis Media, Budapest, 2014, ford. Apostol András ISBN 978-615-5158-71-1

### Olaszul
- La fine dell'eternità, I Romanzi di Urania #119 , Mondadori, 1956, ford. Beata Della Frattina[1]

### Finnül
- Ikuisuuden loppu, Ursa, 1987, ford. Aulikki és Markus Lehkonen[1]

## Filmfeldolgozás
Asimov regényéből 1976-ban Rajnai András forgatókönyvéből és rendezésében magyar tévéjáték készült. A főszerepeket Juhász Jácint, Szalay Edit, Inke László, Ungvári László és Kovács István játszották.